# Szelének
A szelének egy ősi balti törzs. A mai Litvánia délkeleti, Sēlija nevű régiójában és a mai Lettország északkeleti részén éltek. 1180 után a Kardtestvérek rendje a szeléneket a katolikus hitre térítette és elfoglalta a területüket. Sēlija lakossága, a vele határos Zemgaléhoz hasonlóan, miután a Német lovagrend utolsó nagymestere Gotthard Kettler szekularizálta a rendet és beolvasztotta az evangélikus egyházba, áttért az evangélikus hitre.
Napjainkban Sēlija területén hagyományőrző mozgalom és hagyományőrző egyesületek igyekeznek megőrizni a szelének kulturális hagyományait. A szelének ma lett nyelvjárást vagy litván nyelvet beszélnek, az ősi szelén nyelv a 16. században kihalt és nincsenek emlékei.